# Матов, Алексей Михайлович
Алексе́й Миха́йлович Ма́тов (настоящая фамилия Стрелко́в; 1883 — март 1942, Ленинград) — эстрадный артист, куплетист, актёр театра и кино.

## Биография
C 1910-х годов выступал на сцене (дебют в Нижнем Новгороде), исполняя сатирические куплеты на злобу дня и имитации, и сопровождая их подтанцовками. Обладал прекрасным певческим голосом (от нижнего ля до ми в третьей октаве. Обладал блестящими способностями к имитации голосов — в частности, женских. Среди наиболее ярких его номеров был выход на эстраду в женском платье и парике с исполнением женских музыкальных партий («Соловей» Алябьева, арии из оперы «Кармен» Бизе), причём трюк раскрывался лишь после завершения исполнения. Также обладал даром звукоподражания, владел художественным свистом.
В 1920-е годы выступал в образе «советского Чарли Чаплина» (именно так обозначался на афишах). В начале 1920-х вместе с Павлом Айдаровым и Иваном Гурко организовал в Ленинграде «Театр для всех». В 1926—1927 годах участвовал в «обозрениях» ленинградского Театре сатиры. Помимо эстрады, исполнял эпизодические роли в кино. Скончался в 1942 году во время блокады Ленинграда в бомбоубежище эстрадного театра от истощения.

## Мнения
Как вспоминал Аркадий Райкин, «Алексей Михайлович Матов — это был маэстро! Я поднимаю руки. Может быть, особых текстов у него и не было, но как он выступал! Какой артистизм! Чувство юмора! Это прелесть, что он делал. Как смешно он танцевал, пел. Мог петь даже женским голосом. А как он знал, сколько надо держать паузу…» .

## Фильмография
- Мишки против Юденича (1925) — эпизод
- Радиодетектив (1925) — эпизод
- Запасец (1928) — оператор
- Третья молодость (1928) — Генашка
- Депутат Балтики (1936) — Алексей Михайлович
- Великий гражданин (1937) — сторож
- Волочаевские дни (1937) — Валерий Яковлевич
- Женитьба (1937) — Анучкин
- Шахтёры (1937) — Пётр Цезаревич
- Враги (1938) — пьяный рабочий
- Аринка (1938) — приятель Степана Степановича
- Моя любовь (1940) — Мирон Миронович